# 萨亚
萨亚（法語：Sayat，法語發音：[saja]）是法国多姆山省的一个市镇，属于克莱蒙费朗区。

## 地理
萨亚（45°49'35"N, 3°3'9"E）面积8.29 平方千米，位于法国奥弗涅-罗讷-阿尔卑斯大区多姆山省，该省份为法国中南部省份，北起阿列省接壤，东临卢瓦尔省，南至上盧瓦爾省和康塔爾省，西接科雷兹省和克勒兹省。
与萨亚接壤的市镇（或旧市镇、城区）包括：马洛扎、布朗扎、沙纳拉穆泰尔、诺阿南、沃尔维克。

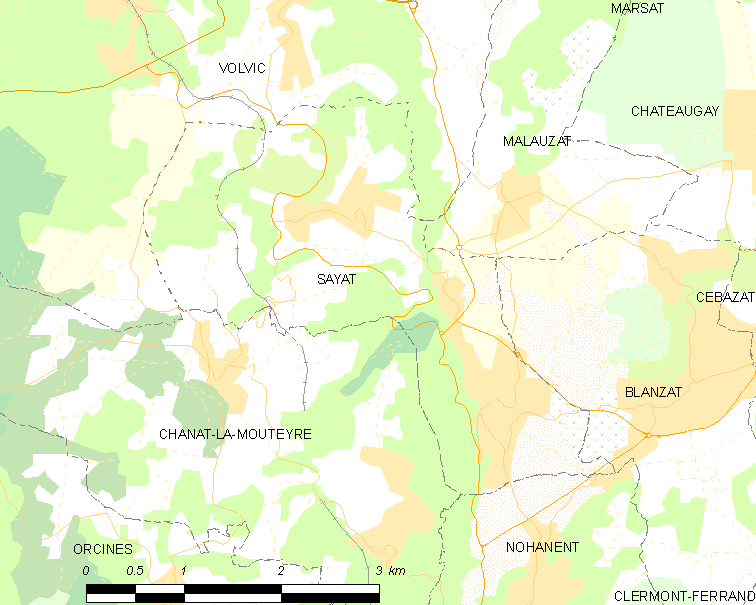
萨亚的OSM定位图

萨亚的时区为UTC+01:00、UTC+02:00（夏令时）。

## 行政
萨亚的邮政编码为63530，INSEE市镇编码为63417。

## 政治
萨亚所属的省级选区为塞巴扎县。

## 人口

1962-2008年间萨亚人口变化图示

萨亚于2022年1月1日时的人口数量为2519人。